# CD9 (inmunología)
En inmunología se denomina CD9 (del inglés cluster of differentiation) a un tipo de antígeno CD propio del sistema inmunitario de los mamíferos. Se caracteriza por poseer un peso molecular de 24 kDa y su naturaleza bioquímica lo encuadra dentro de la familia de proteínas transmembrana que atraviesan la bicapa cuatro veces. Su función biológica en la célula es: mediar en la agregación plaquetaria y la activación vía FcγIIa y, se postula, podría intervenir en la migración celular. Se expresa específicamente en células pre-B, monocitos, eosinófilos, basófilos, plaquetas, células T activadas, nervios periféricos y cerebrales y músculo liso vascular.

## Publicaciones científicas relacionadas
- Berditchevski F (2002). «Complexes of tetraspanins with integrins: more than meets the eye.». J. Cell. Sci. 114 (Pt 23): 4143-51. PMID 11739647.
- Boucheix C, Benoit P, Frachet P, et al. (1991). «Molecular cloning of the CD9 antigen. A new family of cell surface proteins.». J. Biol. Chem. 266 (1): 117-22. PMID 1840589.
- Benoit P, Gross MS, Frachet P, et al. (1991). «Assignment of the human CD9 gene to chromosome 12 (region P13) by use of human specific DNA probes.». Hum. Genet. 86 (3): 268-72. PMID 1997380.
- Lanza F, Wolf D, Fox CF, et al. (1991). «cDNA cloning and expression of platelet p24/CD9. Evidence for a new family of multiple membrane-spanning proteins.». J. Biol. Chem. 266 (16): 10638-45. PMID 2037603.
- Higashihara M, Takahata K, Yatomi Y, et al. (1990). «Purification and partial characterization of CD9 antigen of human platelets.». FEBS Lett. 264 (2): 270-4. PMID 2358073.
- Ikeyama S, Koyama M, Yamaoko M, et al. (1993). «Suppression of cell motility and metastasis by transfection with human motility-related protein (MRP-1/CD9) DNA.». J. Exp. Med. 177 (5): 1231-7. PMID 8478605.
- Rubinstein E, Benoit P, Billard M, et al. (1993). «Organization of the human CD9 gene.». Genomics 16 (1): 132-8. PMID 8486348. doi:10.1006/geno.1993.1150.
- Radford KJ, Thorne RF, Hersey P (1996). «CD63 associates with transmembrane 4 superfamily members, CD9 and CD81, and with beta 1 integrins in human melanoma.». Biochem. Biophys. Res. Commun. 222 (1): 13-8. PMID 8630057. doi:10.1006/bbrc.1996.0690.
- Schmidt C, Künemund V, Wintergerst ES, et al. (1996). «CD9 of mouse brain is implicated in neurite outgrowth and cell migration in vitro and is associated with the alpha 6/beta 1 integrin and the neural adhesion molecule L1.». J. Neurosci. Res. 43 (1): 12-31. PMID 8838570. doi:10.1002/jnr.490430103.

- Datos: Q1058190
- Multimedia: CD9 / Q1058190